# John Obi Mikel
John Obi Mikel, geboren als John Michael Nchekube Obinna (Jos, 22 april 1987), is een Nigeriaans profvoetballer die doorgaans als verdedigende middenvelder speelt. Mikel was van 2005 tot en met 2019 international in het Nigeriaans voetbalelftal, waarvoor hij 89 interlands speelde en zes keer scoorde.

## Carrière
Mikel werd internationaal bekend op het WK –17 van 2003 in Finland en het WK –20 van 2005 in Nederland. Op het laatste toernooi haalde hij met Nigeria de finale, waarin met 2-1 werd verloren van Argentinië –20. Mikel ontving de 'Zilveren Schoen' als op een na beste speler van het toernooi na Lionel Messi. Door zijn prestaties op het WK –20 kwam Mikel in de belangstelling te staan van verschillende clubs. Hij sloot een mondelinge overeenkomst met zowel Manchester United als Chelsea en beide Engelse clubs claimden van zijn diensten verzekerd te zijn. FC Lyn, waar Mikel destijds onder contract stond, ontkende alle betrokkenheid. Daardoor was Mikel gedwongen bij de club uit Oslo te blijven.
Mikel verruilde Lyn in juli 2006 alsnog voor Chelsea, waar hij in de volgende elf seizoenen onder contract stond. Hij speelde in die tijd meer dan 350 wedstrijden en won onder meer twee keer de Premier League, de UEFA Champions League en de Europa League met de Engelse club.
Hij verruilde Middlesbrough in juli 2019 transfervrij voor Trabzonspor. Op 17 maart 2020 werd zijn contract ontbonden nadat hij zich enkele dagen eerder uitsprak tegen het blijven voetballen in Turkije tijdens de coronapandemie.
Hij tekende in augustus 2020 transfervrij een contract bij Stoke City tot medio 2021.

## Clubstatistieken
| Seizoen | Club          | Competitie         | Wedstr. | Doelp. |
| ------- | ------------- | ------------------ | ------- | ------ |
| 2005/06 | FC Lyn Oslo   | Tippeligaen        | 6       | 1      |
| 2006/07 | Chelsea       | Premier League     | 22      | 0      |
| 2007/08 | Chelsea       | Premier League     | 29      | 1      |
| 2008/09 | Chelsea       | Premier League     | 34      | 0      |
| 2009/10 | Chelsea       | Premier League     | 25      | 0      |
| 2010/11 | Chelsea       | Premier League     | 28      | 0      |
| 2011/12 | Chelsea       | Premier League     | 22      | 0      |
| 2012/13 | Chelsea       | Premier League     | 22      | 0      |
| 2013/14 | Chelsea       | Premier League     | 24      | 1      |
| 2014/15 | Chelsea       | Premier League     | 18      | 0      |
| 2015/16 | Chelsea       | Premier League     | 25      | 0      |
| 2016/17 | Chelsea       | Premier League     | 0       | 0      |
| 2017    | Tianjin Teda  | China Super League | 13      | 1      |
| 2018    | Tianjin Teda  | China Super League | 18      | 2      |
| 2018/19 | Middlesbrough | Championship       | 18      | 1      |
| 2019/20 | Trabzonspor   | Süper Lig          | 19      | 0      |
| Totaal  | Totaal        | Totaal             | 317     | 7      |

## Interlandcarrière
Mikel debuteerde op 17 augustus 2005 in het Nigeriaans voetbalelftal, tegen Libië. Hij behoorde een jaar later tot de selectie van Nigeria voor het Afrikaans kampioenschap 2006, zijn eerste eindtoernooi. Hij leidde zijn team in de tweede wedstrijd tegen Zimbabwe als invaller naar een 2-0-overwinning. Het eerste doelpunt werd gemaakt door Christian Obodo, die raak kopte uit een hoekschop van Mikel. Vier minuten later schoot hij zelf vanaf zeventien meter het tweede doelpunt achter doelman Esrom Nyandoro. Mikel was daarna ook actief voor Nigeria op het Afrikaans kampioenschap 2008, het Afrikaans kampioenschap 2010, het Afrikaans kampioenschap 2013, het WK 2014, het WK 2018 en het Afrikaans kampioenschap 2019. Hij speelde op het gewonnen Afrikaans kampioenschap 2013 alle wedstrijden van begin tot eind.

## Erelijst
| Competitie              |         |                                    |         |         |
| Competitie              | Aantal  | Jaren                              |         |         |
| Chelsea                 | Chelsea | Chelsea                            | Chelsea | Chelsea |
| ----------------------- | ------- | ---------------------------------- | ------- | ------- |
| UEFA Champions League   | 1x      | 2011/12                            |         |         |
| UEFA Europa League      | 1x      | 2012/13                            |         |         |
| Kampioen Premier League | 2x      | 2009/10, 2014/15                   |         |         |
| FA Cup                  | 4x      | 2006/07, 2008/09, 2009/10, 2011/12 |         |         |
| League Cup              | 2x      | 2006/07, 2014/15                   |         |         |
| FA Community Shield     | 1x      | 2009                               |         |         |
| Nigeria                 |         |                                    |         |         |
| Afrika Cup              | 1x      | 2013                               |         |         |